# Castel di Tora
Castel di Tora település Olaszországban, Lazio régióban, Rieti megyében. Lakosainak száma 266 fő (2023. január 1.). Castel di Tora Ascrea, Colle di Tora, Pozzaglia Sabina, Rocca Sinibalda és Varco Sabino községekkel határos.

## Népesség
A település lakossága az elmúlt években az alábbi módon változott:
| Lakosok száma | 286  | 270  | 266  |
|               | 2017 | 2018 | 2023 |